# Steinkreis von Craddock Moor

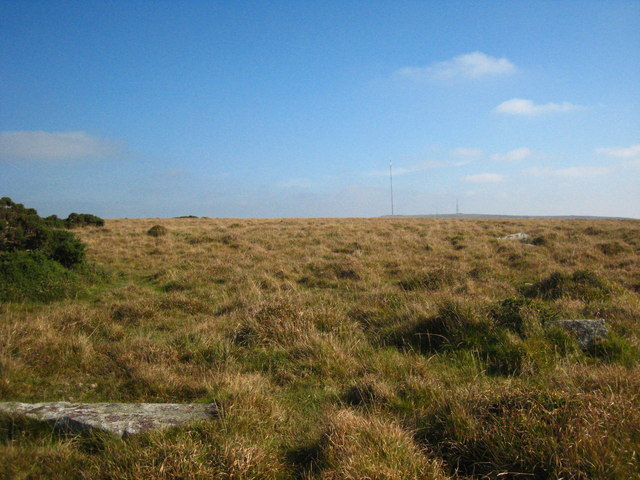
Der schwer erkennbare Steinkreis von Craddock Moor

Der bronzezeitliche Steinkreis von Craddock Moor (englisch Craddock Moor Circle) liegt nordwestlich von Minions, bei Liskeard im Bodmin Moor in Cornwall in England, in der Nähe der Steinreihe von Craddock Moor, des Rillaton Barrow und etwa 800 m nordnordwestlich von The Hurlers.
Der Steinkreis besteht aus 16 gefallenen, teils zerbrochenen und überwachsenen Steinen und einem eventuell verbliebenen Stumpf. Eine Standortuntersuchung legt nahe, dass es ursprünglich 26 oder 27 Steine gab, aber aufgrund des intensiven Torfabbaus in der Nähe ist es unmöglich, das ursprüngliche Layout zu bestimmen. Der Craddock-Moor-Kreis ähnelt dem Steinkreis von Leskernick, da die Steine abgestufte Höhen aufweisen und der höchste nach Nordnordwesten weist.
Christopher Tilley bemerkte eine „mögliche Achse“, die die Steinreihe, ein eingezäuntes Gehege, den Kreis und the Hurlers miteinander verbindet. Da diese aber nicht in Sichtweite zueinander liegen, kommentierte er: „Es ist schwer vorstellbar, wie eine solche auffällige Ausrichtung rein zufällig erfolgen könnte.“
Eine der ersten archäologischen Untersuchungen auf dem Bodmin Moor, einschließlich des Craddock Moor Circle, wurde von Nicholas Johnson und Peter Rose durchgeführt.

## Legende
Chris Barber und David Pykitt schlugen vor, dass das Craddock Moor nach dem britischen König der Artuslegende Caradoc benannt ist, der mit jenem Caractacus in Verbindung gebracht wurde, der gegen die Römer kämpfte.
Im Exmoor steht der Caratacus Stone, der sich auf einen Neffen beziehen soll.